# セヴンスクロス
『セヴンスクロス』（SEVENTH CROSS）は、1998年12月23日に発売された、ヒューネックス開発、NECホームエレクトロニクス販売のドリームキャスト用生態系シミュレーションゲームである。
本作は生命の進化を主題としたシミュレーションRPGである。
本作は図形認識システム「S・O・M」（セルフ・オーガナイゼーション・マップ）というシステムを採用しており、マークシートのようなシートへ、点や線といった形で部位の情報入力することで「ニューロ」とよばれるものがそれを認識し、様々な形態へと進化する仕組みが取られている。また、6種類のパラメータは色分けされており、色と能力の対応はゲーム開始時の心理設定により決定する。

## 関連書籍
- 『セヴンスクロス サバイバルマニュアル』、アクセラ、ISBN 9784873000169、※絶版
- 『セヴンスクロス』、徳間書店、ISBN 9784198200640、※絶版
- 『SATURN FAN 1998年9月11日号』 10巻、17号、徳間書店、1998年9月11日。